# Beczka Amontillado
Beczka Amontillado (ang. The Cask of Amontillado) – nowela amerykańskiego pisarza i poety Edgara Allana Poego, opublikowana po raz pierwszy w grudniu 1846 roku na łamach Godey’s Lady’s Book.
Fabuła osadzona jest w nieznanym mieście we Włoszech, w niesprecyzowanym bliżej czasie (możliwe, że w XVIII wieku) i oscyluje wokół śmiertelnej zemsty narratora na przyjacielu, który jak sam twierdzi, dopuścił się jego obrazy. Tak jak w kilku innych nowelach Poego, oraz w zgodzie z XIX-wieczną fascynacją tematem, narracja eksponuje motyw osoby pogrzebanej żywcem – w tym wypadku przez jej zamurowanie i pozostawienie na pastwę losu. Również w Czarnym kocie i Serce oskarżycielem pisarz prowadzi wątek fabularny z perspektywy mordercy.

## Opis fabuły
Montresor opowiada historię pewnej nocy, kiedy to zemścił się na Fortunacie, zaprzyjaźnionym szlachcicu. Zdenerwowany z powodu obrazy z jego strony, planuje zabić przyjaciela podczas karnawału, gdy ten jest pijany, ma zawroty głowy i nosi błazeński kostium.
Wabi go mówiąc, że zakupił antał Amontillado (około 130 galonów), rzadkiego i cennego sherry. Utrzymuje, że chce zasięgnąć porady eksperta co do prawdziwości trunku. Fortunato idzie z Montresorem do pałacowych piwnic z winem, gdzie dalej zmierzają do katakumb, a Montresor daje przyjacielowi butelkę DeGrave. Ten robi w pewnym momencie kunsztowny i groteskowy gest w kierunku narratora, wznosząc wino ku górze. Gdy Montresor nie poznaje jego istoty i znaczenia, Fortunato pyta go, czy ten należy do masonów. Narrator odpowiada twierdząco, a w momencie, gdy Fortunato nie daje mu wiary, Montresor wyciąga kielnię, którą do tej pory skrzętnie ukrywał.
Narrator ostrzega Fortunata, który ostro kaszle z powodu wilgoci w lochach, oraz sugeruje mu, żeby wracać. Jednak ten nalega by kontynuować podróż, gdyż jak sam twierdzi „nie umrze od samego kaszlu”. Podczas spaceru, Montresor wspomina o jego rodzinnym herbie z „potężną złotą stopą. W lazurowym polu. Miażdży ona prężącego się węża, który kłami wpija się w piętę”. Towarzyszy temu motto Nemo me impune lacessit („Nikt nie wyzwie mnie bezkarnie”). Gdy zbliżają się do niszy, Montresor informuje ofiarę, że znajduje się tam Amontillado. Fortunato wchodzi, pijany i całkiem zaskoczony, nie opiera się też, gdy narrator szybko przykuwa go do muru.
Następnie Montersor zamurowuje wnękę, grzebiąc w ten sposób przyjaciela żywcem. Początkowo Fortunato, który trzeźwieje szybciej, niż narrator się tego spodziewał, trzęsie łańcuchami, próbując uciec. Montresor zaprzestaje chwilowo dalszej pracy, by nasłuchiwać nadbiegających odgłosów. Fortunato woła o pomoc, lecz narrator kpi z niego, wiedząc, że nikt go nie usłyszy. Przyjaciel zaczyna się lekko śmiać i próbuje udawać, że padł ofiarą żartu i że wszyscy będą na niego wyczekiwać w pałacu (łącznie z Lady Fortunato). Gdy morderca kończy układać ostatni rząd kamieni, Fortunato zanosi się płaczem, wołając: „Na miłość boską, Montresor!” na co ten odpowiada „tak, na miłość boską”. Nasłuchuje jeszcze odpowiedzi, lecz słyszy tylko brzęczenie dzwonków, kiedy wmurowuje ostatni kamień. Twierdzi, że czuje się źle z tą sytuacją, lecz po chwili odrzuca ową reakcję, interpretując ją jako efekt wilgoci w katakumbach.
W kilku ostatnich zdaniach Montresor ujawnia, że minęło już 50 lat od morderstwa, nigdy nie został złapany, a ciało Fortunata ciągle znajduje się tam, gdzie je zostawił. Morderca, najwidoczniej niewzruszony, kończy historię słowami In pace requiescat („spoczywaj w pokoju”).

## Analiza
Choć głównym tematem noweli Poego jest morderstwo, to jednak Beczka Amontillado nie należy do grupy utworów detektywistycznych, takich jak Zabójstwo przy Rue Morgue czy Skradziony list. Nie ma żadnego śledztwa w sprawie przestępstwa Montresora, a jedynie sam sprawca wyjaśnia jak je popełnił. Tajemnicą Beczki Amontillado jest motyw zabójstwa. Bez detektywa zintegrowanego w fabule, wyjaśnienie jest wyłącznie w rękach czytelnika.
Motyw Montresora jest tak niejasny, jak samo sformułowanie „liczne przykrości”, do jakich się odwołuje. Wielu komentatorów dochodzi do wniosku, że skoro brak jest jasnego powodu, to Montresor musi być szalony, choć i to jest kwestią sporną z powodu skomplikowanych szczegółów fabuły.
Choć Fortunato jest przedstawiony jako koneser win, jego poczynania w noweli są bardzo wątpliwe. Przykładowo, upija on się do tego stopnia, że nie jest w stanie rozpoznać Amontilliado i obchodzi się z De Grave, drogim francuskim winem, w sposób beztroski, wypijając je jednym łykiem.
Zasadniczym pytaniem jest, komu Montresor powierza ową opowieść. Z początku historii narrator mówi: „oczywiście, tobie”. Do kogo jest to adresowane? Jest wiele wskazówek świadczących o tym, że jest to ksiądz. Po pierwsze, akcja ma miejsce we Włoszech, centrum katolicyzmu. Na samym końcu Montresor mówi, że minęło już 50 lat od zbrodni, co oznacza, że jest on już bardzo stary. Idąc tym tropem może on leżeć na swoim łożu śmierci. Również dwie sentencje na końcu napisane są kursywą. Pierwsza „na miłość boską”, a druga „In pace requiescat”. Zdania te mogą być wypowiedziane przez Fortunata lub Montresora, lecz mógłby też to być ksiądz. Jeśli Montresor jest autorem drugiego zdania, oznacza to jego brak skrupułów, choć te także mogłyby paść z ust duchownego. Wtedy oznaczałoby to śmierć Montresora, który otrzymał uprzednio ostatnie namaszczenie.

## Inspiracja

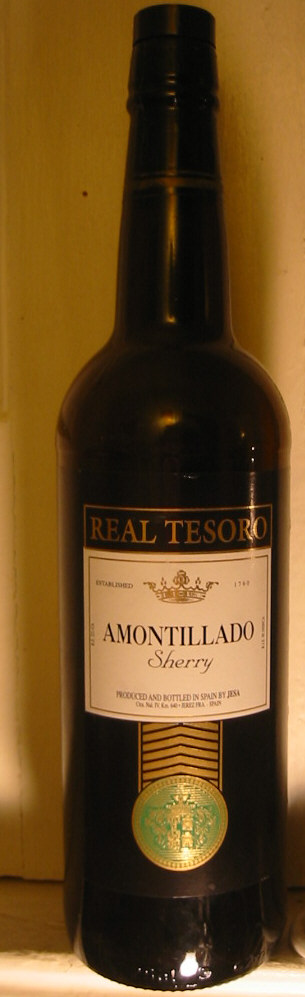
Amontillado

Podług apokryficznej legendy, inspiracją do napisania Beczki Amontillado była historia, którą Poe usłyszał na Castle Island, gdy był szeregowym. Podczas stacjonowania w Bostonie, Poe widział tam pomnik pułkownika Roberta Massie. Ten został zabity w pojedynku na miecze w czasie świąt Bożego Narodzenia w 1817 roku przez pułkownika Gustavusa Drane’a. Kilku innych żołnierzy zemściło się na nim, upijając go, zaciągając do lochów, przywiązując do murów i zamykając go w krypcie. Raport na temat szkieletu odkrytego na wyspie może być mylony z głównym źródłem Poe, książką A Man Built in a Wall (1844) Joela Headleya, w której autor zdaje relację o znalezionym szkielecie, zamurowanym w ścianie kościoła we Włoszech. Szczegóły podawane przez Headleya są bardzo podobne do tych z Beczki Amontillado. Oprócz motywu wabienia wroga do ukrytej wnęki, w historii można znaleźć obraz ostrożnego układania cegieł, aspekt zemsty oraz agoniczne wołania ofiary. Poe mógł znać podobne zagadnienia również z dzieła Le Grande Bretêche Honoriusza Balzaca lub z pracy jego przyjaciela George’a Lipparda zatytułowanej The Quaker City; or The Monks of Monk Hall (1845). Dewizę rodziny Montresora Nemo me impune lacessit Poe mógł zapożyczyć od Jamesa Fenimora Coopera, który użył go w Ostatnim Mohikaninie.

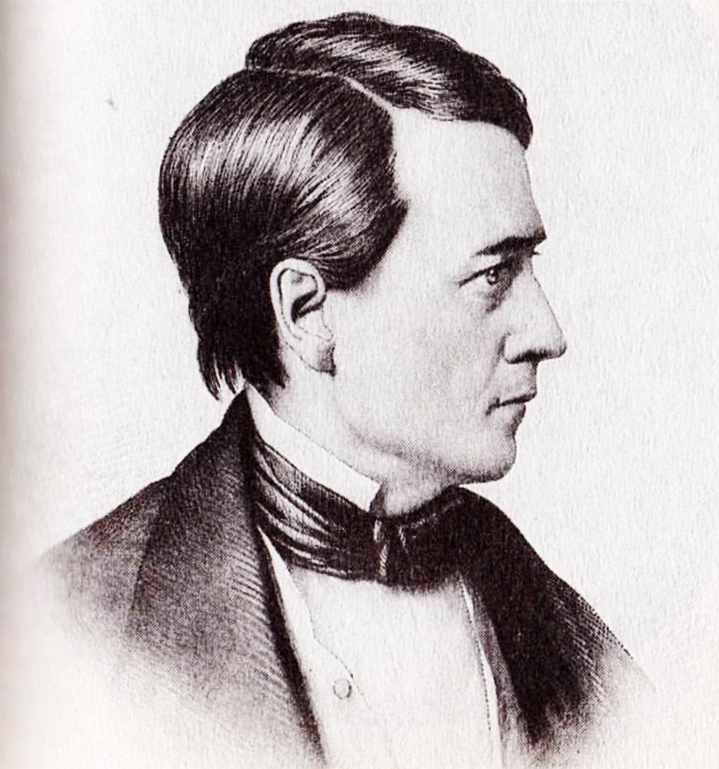
Thomas Dunn English

Poe napisał tę nowelę także jako odpowiedź swojemu osobistemu rywalowi Thomasowi Dunnowi Englishowi. Obaj byli uwikłani w osobiste konfrontacje, zwykle odnoszące się do literackich karykatur autorów. W jednej z prac English posunął się za daleko i Poe z sukcesem wytoczył proces redaktorom New York Mirror za zniesławienie w 1846 roku. Tego samego roku English opublikował w ramach rewanżu powieść The Power of the S.F (znaną także pod tytułem 1844). Treść książki była zawiła i ciężka do zrozumienia, lecz zawierała odniesienia do tajnych stowarzyszeń i ostatecznie najważniejszy punkt zemsty, a mianowicie protagonistę Marmaduke Hammerheada, sławnego autora The Black Crow, który używa sformułowań takich jak „Już nigdy” lub „najmilszej mej Leonore”. Ta parodia Poe ukazywała go jako pijaka, kłamcę i oszusta. Ten opowiedział Beczką Amontillado, używając kilku specyficznych odniesień do powieści Englisha. W jego noweli przykładowo Fortunato mówi o tajnym stowarzyszeniu masonów, podobnym do sekretnego zgromadzenia z The Power of the S.F, a nawet robi podobne gesty do tych z ukazanych w książce Englisha (był to sygnał udręki). English znów posłużył się zobrazowaniem żetonu, ukazującego jastrzębia łapiącego węża pazurami, sytuacji podobnej do tej z Beczki Amontillado, gdzie herb Montresora przedstawia piętę zgniatającą węża – choć tam wąż gryzie ową piętę. Większość miejsc i obrazów z Beczki Amontillado pokrywa się powieścią Englisha, której akcja dzieje się w podziemnej krypcie. Koniec końców to jednak Poe jest tym, który „uderza z bezkarnością” nie przypisując sobie zasług za jego własną literacką zemstę i wyposażając jego zwięzłą historię (w ramach opozycji do powieści) w pojedynczy efekt, jak sam sugerował w jego eseju Filozofia kompozycji (The Philosophy of Composition).
Poe mógł być także inspirowany po części ruchem Washingtonian movement, stowarzyszenia lansującego abstynencję alkoholową. Grupa składała się z byłych alkoholików próbujących odstraszyć ludzi od picia. Poe miał obiecywać przyłączenie się do ruchu w 1843 roku, po jego napadach alkoholowych, z nadziejami na polityczną nominację. Beczka Amontillado byłaby wtedy ponurą opowieścią o wstrzemięźliwości, szokującą ludzi w celu uświadomienia im zagrożeń ze strony nadużywania alkoholu.
Richard P. Benton, uczeń Poego, twierdził, że w jego mniemaniu „protagonista Poe jest angielską wersją francuskiego Montresora” i obstawał uporczywie przy stwierdzeniu, że modelem dla Montresora był Claude de Bourdeille, hrabia Montresoru, XVII wieczny polityczny konspirator świty brata króla Ludwika XIII, Gastona, księcia Orleanu; ów intrygant i pisarz dzienników był początkowo wiązany z Beczką Amontillado przez innego ucznia Poe Burtona. R. Pollina.
W 1971 roku na podstawie tego utworu powstał film Beczka Amontillado w reżyserii Leona Jeannota. Scenariusz napisali wspólnie L. Jannot i Bolesław Michałek pod pseudonimem Jan Bolesławski.

## Publikacja
Beczka Amontillado została po raz pierwszy opublikowana w grudniu 1846 roku na łamach Godey’s Lady’s Book, które było w tamtym czasie najpopularniejszym czasopismem w Ameryce. Nowela została opublikowana raz jeszcze za życia Poe.